# 민락로
민락로(Millak-ro)는 경기도 의정부시 송산동 만가대교차로와 포천시 소흘읍 축석고개삼거리를 잇는 도로이다.

## 주요 경유지
경기도
- 의정부시 (송산동) - 포천시 (소흘읍)

## 노선
| 이름                         | 접속노선                                | 소재지   | 소재지 | 비고 |
| ---------------------------- | --------------------------------------- | -------- | ------ | ---- |
| 만가대 교차로                | 국도 제43호선 (시민로) 송산로           | 의정부시 | 송산동 |      |
| 송산1교                      |                                         | 의정부시 | 송산동 |      |
| 용현현대아파트앞 교차로      | 충의로                                  | 의정부시 | 송산동 |      |
| 청구아파트앞 교차로          | 승지로                                  | 의정부시 | 송산동 |      |
| 민락주공2단지아파트앞 교차로 | 용현로                                  | 의정부시 | 송산동 |      |
| 산들마을앞 삼거리            | 천보로                                  | 의정부시 | 송산동 |      |
| (이름없음)                   | 민락로297번길 제29호선 세종포천고속도로 | 의정부시 | 송산동 |      |
| 민락3교                      |                                         | 의정부시 | 송산동 |      |
| 축석고개삼거리               | 국도 제43호선 (호국로)                  | 포천시   | 소흘읍 |      |

## 주요 건물 및 시설
- 송산1동행정복지센터 (민락로 13/용현동 60-8)
- 이마트 의정부점 (민락로 210/민락동 849)
- GS칼텍스 이마트의정부점 (민락로 214/민락동 850)
- 아성다이소 의정부민락2호점 (민락로 239/민락동 885)
- 활기체육공원 (민락로 299/민락동 888)
- 송산3동행정복지센터 (민락로 360/낙양동 750)
- SK에너지 민락주유소 (민락로 403/낙양동 740)
- HD현대오일뱅크 의정부가득충전소 (민락로 554/자일동 60-3)